# Championnat DTM 2014
Navigation
2013 2015
Le championnat DTM 2014 est la 15e saison du DTM depuis sa renaissance en 2000. Comportant 10 courses, il démarre le 4 mai et se termine le 19 octobre.
Pour sa deuxième saison, Marco Wittmann, au volant d'une BMW M4 DTM, décroche son premier titre de champion, à deux courses de la fin du championnat. C'est le BMW Team RMG, équipe de Wittmann, qui remporte le championnat équipes. Néanmoins, BMW termine deuxième derrière Audi.

## Repères de début de saison
La BMW M4 DTM remplace la BMW M3 DTM utilisée depuis 2012 par BMW. Audi et Mercedes conservent les modèles 2013 : Audi RS5 DTM et DTM AMG Mercedes C-Coupé.

## Écuries et pilotes
Toutes les voitures sont équipées de pneumatiques Hankook.
| Écurie                                 | Voiture                  | No. | Pilote                 | Manches |
| -------------------------------------- | ------------------------ | --- | ---------------------- | ------- |
| Audi Sport Team Phoenix                | Audi RS5 DTM             | 1   | Mike Rockenfeller      | Toutes  |
| Audi Sport Team Phoenix                | Audi RS5 DTM             | 2   | Timo Scheider          | Toutes  |
| BMW Team RBM                           | BMW M4 DTM               | 3   | Augusto Farfus         | Toutes  |
| BMW Team RBM                           | BMW M4 DTM               | 4   | Joey Hand              | Toutes  |
| Original-Teile Mercedes AMG            | DTM AMG Mercedes C-Coupé | 5   | Christian Vietoris     | Toutes  |
| Original-Teile Mercedes AMG            | DTM AMG Mercedes C-Coupé | 6   | Paul di Resta          | Toutes  |
| Audi Sport Team Abt Sportsline         | Audi RS5 DTM             | 7   | Mattias Ekström        | Toutes  |
| Audi Sport Team Abt Sportsline         | Audi RS5 DTM             | 8   | Miguel Molina          | Toutes  |
| BMW Team Schnitzer                     | BMW M4 DTM               | 9   | Bruno Spengler         | Toutes  |
| BMW Team Schnitzer                     | BMW M4 DTM               | 10  | Martin Tomczyk         | Toutes  |
| Euronics/Free Man's World Mercedes AMG | DTM AMG Mercedes C-Coupé | 11  | Gary Paffett           | Toutes  |
| Euronics/Free Man's World Mercedes AMG | DTM AMG Mercedes C-Coupé | 12  | Robert Wickens         | Toutes  |
| Audi Sport Team Abt                    | Audi RS5 DTM             | 15  | Edoardo Mortara        | Toutes  |
| Audi Sport Team Abt                    | Audi RS5 DTM             | 16  | Adrien Tambay          | Toutes  |
| BMW Team MTEK                          | BMW M4 DTM               | 17  | Timo Glock             | Toutes  |
| BMW Team MTEK                          | BMW M4 DTM               | 18  | António Félix da Costa | Toutes  |
| Petronas Mercedes AMG                  | DTM AMG Mercedes C-Coupé | 19  | Daniel Juncadella      | Toutes  |
| Petronas Mercedes AMG                  | DTM AMG Mercedes C-Coupé | 20  | Vitaly Petrov          | Toutes  |
| Audi Sport Team Rosberg                | Audi RS5 DTM             | 21  | Jamie Green            | Toutes  |
| Audi Sport Team Rosberg                | Audi RS5 DTM             | 22  | Nico Müller            | Toutes  |
| BMW Team RMG                           | BMW M4 DTM               | 23  | Marco Wittmann         | Toutes  |
| BMW Team RMG                           | BMW M4 DTM               | 24  | Maxime Martin          | Toutes  |
| Gooix Mercedes AMG                     | DTM AMG Mercedes C-Coupé | 25  | Pascal Wehrlein        | Toutes  |

## Calendrier et résultats
La compétition prévoyait au départ une manche à Canton en Chine mais le retard pris dans la mise aux normes du circuit a contraint les organisateurs d'annuler la course.
| Épreuve | Circuit              | Date         | Pole position     | Meilleur tour     | Pilote vainqueur   | Écurie gagnante                |
| ------- | -------------------- | ------------ | ----------------- | ----------------- | ------------------ | ------------------------------ |
| 1       | Hockenheimring       | 4 mai        | Adrien Tambay     | Martin Tomczyk    | Marco Wittmann     | BMW Team RMG                   |
| 2       | Oschersleben         | 19 mai       | Marco Wittmann    | Miguel Molina     | Christian Vietoris | Original-Teile Mercedes AMG    |
| 3       | Hungaroring          | 1er juin     | Marco Wittmann    | Nico Müller       | Marco Wittmann     | BMW Team RMG                   |
| 4       | Norisring            | 29 juin      | Robert Wickens    | Mattias Ekström   | Robert Wickens     | Free Man's World Mercedes AMG  |
| 5       | Moscow Raceway       | 13 juillet   | Maxime Martin     | Miguel Molina     | Maxime Martin      | BMW Team RMG                   |
| 6       | Red Bull Ring        | 3 août       | Robert Wickens    | Mike Rockenfeller | Marco Wittmann     | BMW Team RMG                   |
| 7       | Nürburgring          | 17 août      | Marco Wittmann    | Marco Wittmann    | Marco Wittmann     | BMW Team RMG                   |
| 8       | EuroSpeedway Lausitz | 14 septembre | Pascal Wehrlein   | Timo Scheider     | Pascal Wehrlein    | Gooix Mercedes AMG             |
| 9       | Circuit de Zandvoort | 28 septembre | Mike Rockenfeller | Marco Wittmann    | Mattias Ekström    | Audi Sport Team Abt Sportsline |
| 10      | Hockenheimring       | 19 octobre   | Miguel Molina     | Marco Wittmann    | Mattias Ekström    | Audi Sport Team Abt Sportsline |

## Classement
Système de points
Les points de la course sont attribués aux 10 premiers pilotes classés. Aucun point n'est attribué pour la pole position et pour le meilleur tour en course. Ce système d'attribution des points est utilisé pour chaque course du championnat.
| Position | 1er | 2e | 3e | 4e | 5e | 6e | 7e | 8e | 9e | 10e |
| Points   | 25  | 18 | 15 | 12 | 10 | 8  | 6  | 4  | 2  | 1   |

### Championnat des pilotes
| Pos. | Pilote                 | HOC | OSC | HUN | NOR | MOS | RBR | NÜR | LAU | ZAN | HOC | Points |
| ---- | ---------------------- | --- | --- | --- | --- | --- | --- | --- | --- | --- | --- | ------ |
| 1    | Marco Wittmann         | 1   | 19  | 1   | 6   | 4   | 1   | 1   | 6   | 2   | 5   | 156    |
| 2    | Mattias Ekström        | 2   | 13  | 9   | 3   | 3   | 7   | Abd | Abd | 1   | 1   | 106    |
| 3    | Mike Rockenfeller      | 4   | 2   | 10  | 8   | Abd | 13  | 2   | 10  | 15  | 2   | 72     |
| 4    | Christian Vietoris     | 15  | 1   | 20† | 21† | 7   | 9   | 6   | 2   | 5   | 14  | 69     |
| 5    | Edoardo Mortara        | 22† | 3   | 4   | 4   | 9   | 16  | 3   | 16  | 4   | 22† | 68     |
| 6    | Martin Tomczyk         | 7   | 9   | 13  | Abd | 13  | 4   | 8   | 8   | 3   | 7   | 49     |
| 7    | Maxime Martin          | 20  | 14  | 6   | 17  | 1   | 15  | 7   | 14  | 6   | Abd | 47     |
| 8    | Pascal Wehrlein        | 11  | Abd | 14  | 5   | 8   | Abd | 10  | 1   | 7   | 20† | 46     |
| 9    | Timo Scheider          | 9   | 7   | Abd | 10  | Abd | 5   | Abd | 3   | 9   | 6   | 44     |
| 10   | Jamie Green            | Abd | 18† | 7   | 2   | Abd | 8   | 14  | 17† | 14  | 3   | 43     |
| 11   | Bruno Spengler         | 6   | 12  | 3   | 11  | 2   | 10  | 12  | 15  | 16  | 12  | 42     |
| 12   | Robert Wickens         | 18  | Abd | 11  | 1   | 14  | DSQ | 9   | 5   | 8   | 17  | 41     |
| 13   | Augusto Farfus         | 8   | 5   | 21† | 14  | 10  | 2   | Abd | 7   | Abd | 16  | 39     |
| 14   | Adrien Tambay          | 3   | 10  | 5   | 9   | Abd | 6   | 11  | 18† | Abd | 19† | 36     |
| 15   | Paul di Resta          | 14  | 4   | 18  | 15  | Abd | 18  | 4   | Abd | Abd | 4   | 36     |
| 16   | Timo Glock             | 5   | Abd | 19  | 16  | 6   | 3   | 16  | Abd | 12  | 11  | 33     |
| 17   | Miguel Molina          | 13  | 6   | 2   | 22† | 12  | 11  | Abd | 9   | 18† | 8   | 32     |
| 18   | Daniel Juncadella      | 19  | Abd | 16  | 13  | 15  | 15  | 5   | 4   | 17  | 21† | 22     |
| 19   | Nico Müller            | 16  | 16  | 12  | 18  | 5   | 19  | Abd | Abd | Abd | 13  | 10     |
| 20   | Joey Hand              | 10  | 15  | 15  | 7   | 17  | 12  | 17  | 11  | 10  | 15  | 8      |
| 21   | António Félix da Costa | 21† | 11  | 8   | 20  | 11  | Abd | 13  | Abd | 13  | 9   | 6      |
| 22   | Gary Paffett           | 12  | 8   | Abd | 12  | 16  | 17  | 15  | 13  | 19† | 10  | 5      |
| 23   | Vitaly Petrov          | 17  | 17  | 17  | 19  | 18  | 20  | 18  | 12  | 11  | 18† | 0      |
| Pos. | Pilote                 | HOC | OSC | HUN | NOR | MOS | RBR | NÜR | LAU | ZAN | HOC | Points |

| Couleur | Résultat          |
| ------- | ----------------- |
| Or      | Vainqueur         |
| Argent  | 2e place          |
| Bronze  | 3e place          |
| Vert    | Dans les points   |
| Bleu    | Hors des points   |
| Bleu    | Non classé (NC)   |
| Violet  | Abandon (Abd)     |
| Rouge   | Non qualifié (NQ) |
| Noire   | Disqualifié (DSQ) |
| Blanc   | Non partant (NP)  |
| Vide    | N'a pas participé |

### Championnat des écuries
| Pos. | Écurie                                 | No. | HOC | OSC | HUN | NOR | MOS | RBR | NÜR | LAU | ZAN | HOC | Points |
| ---- | -------------------------------------- | --- | --- | --- | --- | --- | --- | --- | --- | --- | --- | --- | ------ |
| 1    | BMW Team RMG                           | 23  | 1   | 19  | 1   | 6   | 4   | 1   | 1   | 6   | 2   | 5   | 203    |
| 1    | BMW Team RMG                           | 24  | 20  | 14  | 6   | 17  | 1   | 14  | 7   | 14  | 6   | Abd | 203    |
| 2    | Audi Sport Team Abt Sportsline         | 7   | 2   | 13  | 9   | 3   | 3   | 7   | Abd | Abd | 1   | 1   | 138    |
| 2    | Audi Sport Team Abt Sportsline         | 8   | 13  | 6   | 2   | 22† | 12  | 11  | Abd | 9   | 18† | 8   | 138    |
| 3    | Audi Sport Team Phoenix                | 1   | 4   | 2   | 10  | 8   | Abd | 13  | 2   | 10  | 15  | 2   | 116    |
| 3    | Audi Sport Team Phoenix                | 2   | 9   | 7   | Abd | 10  | Abd | 5   | Abd | 3   | 9   | 6   | 116    |
| 4    | Original-Teile Mercedes AMG            | 5   | 15  | 1   | 20† | 21† | 7   | 9   | 6   | 2   | 5   | 14  | 105    |
| 4    | Original-Teile Mercedes AMG            | 6   | 14  | 4   | 18  | 15  | Abd | 18  | 4   | Abd | Abd | 4   | 105    |
| 5    | Audi Sport Team Abt                    | 15  | 22† | 3   | 4   | 4   | 9   | 16  | 3   | 16  | 4   | 22† | 104    |
| 5    | Audi Sport Team Abt                    | 16  | 3   | 10  | 5   | 9   | Abd | 6   | 11  | 18† | Abd | 19† | 104    |
| 6    | BMW Team Schnitzer                     | 9   | 6   | 12  | 3   | 11  | 2   | 10  | 12  | 15  | 16  | 12  | 91     |
| 6    | BMW Team Schnitzer                     | 10  | 7   | 9   | 13  | Abd | 13  | 4   | 8   | 8   | 3   | 7   | 91     |
| 7    | Audi Sport Team Rosberg                | 21  | Abd | 18† | 7   | 2   | Abd | 8   | 14  | 17† | 14  | 3   | 53     |
| 7    | Audi Sport Team Rosberg                | 22  | 16  | 16  | 12  | 18  | 5   | 19  | Abd | Abd | Abd | 13  | 53     |
| 8    | BMW Team RBM                           | 3   | 8   | 5   | 21† | 14  | 10  | 2   | Abd | 7   | Abd | 16  | 47     |
| 8    | BMW Team RBM                           | 4   | 10  | 15  | 15  | 7   | 17  | 12  | 17  | 11  | 10  | 15  | 47     |
| 9    | Gooix Mercedes AMG                     | 25  | 11  | Abd | 14  | 5   | 8   | Abd | 10  | 1   | 7   | 20† | 46     |
| 10   | Euronics/Free Man's World Mercedes AMG | 11  | 12  | 8   | Abd | 12  | 16  | 17  | 15  | 13  | 19† | 10  | 46     |
| 10   | Euronics/Free Man's World Mercedes AMG | 12  | 18  | Abd | 11  | 1   | 14  | DSQ | 9   | 5   | 8   | 17  | 46     |
| 11   | BMW Team MTEK                          | 17  | 5   | Abd | 19  | 16  | 6   | 3   | 16  | Abd | 12  | 11  | 39     |
| 11   | BMW Team MTEK                          | 18  | 21† | 11  | 8   | 20  | 11  | Abd | 13  | Abd | 13  | 9   | 39     |
| 12   | Petronas Mercedes AMG                  | 19  | 19  | Abd | 16  | 13  | 15  | 15  | 5   | 4   | 17  | 21† | 22     |
| 12   | Petronas Mercedes AMG                  | 20  | 17  | 17  | 17  | 19  | 18  | 20  | 18  | 12  | 11  | 18† | 22     |
| Pos. | Écurie                                 | No. | HOC | OSC | HUN | NOR | MOS | RBR | NÜR | LAU | ZAN | HOC | Points |

### Championnat des constructeurs
| Pos. | Constructeur  | HOC | OSC | HUN | NOR | MOS | RBR | NÜR | LAU | ZAN | HOC | Points |
| ---- | ------------- | --- | --- | --- | --- | --- | --- | --- | --- | --- | --- | ------ |
| 1    | Audi          | 47  | 48  | 49  | 52  | 27  | 28  | 33  | 18  | 39  | 70  | 411    |
| 2    | BMW           | 54  | 12  | 52  | 14  | 64  | 71  | 35  | 18  | 42  | 18  | 380    |
| 3    | Mercedes-Benz | 0   | 41  | 0   | 35  | 10  | 2   | 33  | 65  | 20  | 13  | 219    |
| Pos. | Constructeur  | HOC | OSC | HUN | NOR | MOS | RBR | NÜR | LAU | ZAN | HOC | Points |